# Нагрудный знак флота
Нагрудный военный знак флота (нем. Flotten-Kriegsabzeichen) — немецкая военная награда.

## Учреждение
Военный знак флота учреждён 30 апреля 1941 года главнокомандующим ВМС Третьего рейха Эрихом Редером для поощрения личного состава прежде всего за действия против Королевского военно-морского флота Великобритании. Предназначался знак для личного состава крупных надводных кораблей (линейных кораблей и крейсеров). Разработчиком эскиза знака стал известный художник-маринист Адольф Бок.
Как вспоминал разработчик:
«Знак требовался для тяжёлых морских условий. Поэтому он должен был быть тяжёлым, полновесным, воинственным. Такого эффекта можно достичь, если смотреть на идущий корабль спереди, с мощной носовой волной и угрожающими стволами пушек»

## Описание
На знаке изображён тяжёлый корабль серебристого цвета, рассекающий волны и двигающийся прямо на зрителя. Корабль окружён позолоченным овальным венком из дубовых листьев. Над венком находится государственный орёл, держащий в лапах свастику. Материалом для изготовления знака служила латунь, позднее цинк
Размеры знака: высота 57 миллиметров, ширина 44 миллиметра, размах крыльев орла 31 миллиметр, ширина венка 7 миллиметров. Знак крепился на вертикальной булавке.
Знак производился следующими фирмами: Adolf Bock (Берлин), Schwerin (Берлин), Friedrich Orth (Вена), Rudolf Souval (Вена), Richard Simm & Sohn (Габлонц) и B. H. Mayer Pforzheim (Пфорцхайм). Также имеется более поздняя версия знака, несколько отличающаяся в частности креплением, производимая фирмой Mourgeon из Парижа.
Знак обычно вручался в бумажном пакете с вручением наградных документов, но также мог быть вручён в тёмно-синей коробке подбитой синим ворсом вместе с миниатюрной (9-миллиметровой) копией знака. Носился знак на левой стороне мундира ниже Железного креста 1-го класса

## Критерии награждения
Основным критерием награждения была служба на боевом корабле в открытом море в течение двенадцати недель. Этот срок мог быть сокращён в случае ранения или гибели награждаемого или успешно выполненного кораблём задания. Кроме того, знак мог быть вручён лицу при демонстрации личного героизма, достаточного для награждения Железным крестом 2-го класса. Знаком также награждались члены экипажа вспомогательных кораблей.
15 июля 1941 года, по-видимому в порядке исключения, знаком были награждены 205 выживших с потопленного линкора «Бисмарк», экипаж тяжёлого крейсера «Адмирал граф Шпее» затопленного командой в Уругвае под угрозой плена, выжившие члены экипажа и морского десанта тяжёлого крейсера «Блюхер», потопленного в ходе операции «Везерюбунг» и экипаж тяжёлого крейсера «Адмирал Хиппер», отличившегося в потоплении транспортных судов в феврале 1941 года. Кроме того, были награждены экипажи кораблей «Шарнхорст» и «Гнейзенау», потопившие 23 ноября 1939 года британский вспомогательный крейсер «Равалпинди» и экипаж крейсера «Дойчланд», совершившего в ноябре 1939 года крейсерский поход к берегам Гренландии и потопившего два транспорта близ острова Ян-Майен
28 октября 1941 года критерии награждения официально были изменены и дополнены. Для награждения также было достаточно 12 недель похода, но при этом была введена балльная система, при которой одна неделя приравнивалась к одному баллу и для получения знака нужно было набрать 12 баллов. Но при этом военнослужащий мог получить баллы не только за время пребывания в походе. Участие в операции «Везерюбунг» оценивалось в 4 балла, атака конвоя в северных водах в 1 балл, участие в артиллерийском бою с кораблями противника в 4 балла, отражение авианалётов во время похода (не включая отражение налётов в гавани или на рейде) в 4 балла, участие в спасении повреждённых кораблей в 2 балла. Кроме того, знака могли быть удостоены лица, награждённые знаком «За ранение» в золоте или серебре, экипажи кораблей, затопленных при угрозе плена и экипажи кораблей, которые приняли участие в наиболее успешных сражениях или операциях.
На основе последнего критерия 7 апреля 1942 года были награждены экипажи всех линейных кораблей и крейсеров, участвовавших в операции «Везерюбунг», а также члены экипажей кораблей «Шарнхорст», «Гнейзенау» и «Принц Ойген», отличившихся в Операции «Цербер»
31 августа 1942 года знаком были награждены экипажи броненосцев «Шлезвиг-Гольштейн» и «Шлезиен», залпы которых по Вестерплатте ознаменовали начало Второй мировой войны.
Последнее награждение в сравнительно массовом порядке состоялось 17 марта 1945 года, когда был награждён каждый моряк линейного корабля «Тирпитц», потопленного авиабомбами 12 ноября 1944 года.

## Военный знак флота с бриллиантами
Относительно этого знака не имеется полной ясности. Один экземпляр знака, подлинность которого не вызывает сомнений, хранится в коллекции Курта-Герхарда Клитманна, известного коллекционера. По предполагаемому статуту знака, который позднее подтверждался высокопоставленными офицерами кригсмарине, этот знак должен был вручаться одновременно с вручением Дубовых листьев к Рыцарскому кресту. Единственным человеком, который мог бы претендовать на этот знак, был адмирал Теодор Кранке (остальные награждённые Дубовыми листьями в составе военно-морского флота Третьего рейха были подводниками), но он утверждал что никогда не получал такой знак. Таким образом кому был вручён знак из коллекции и вручался ли вообще — неизвестно. Высказывается мнение, что этот знак мог быть изготовлен в частном порядке
Имеющийся экземпляр выполнен из серебра 800-й пробы, несколько увеличенная свастика в лапах у орла украшена 14-ю бриллиантами